# Shaba (köpinghuvudort i Kina, Hunan Sheng, lat 29,27, long 110,02)
Shaba (kinesiska: 砂坝, 砂坝镇) är en köpinghuvudort i Kina. Den ligger i provinsen Hunan, i den södra delen av landet, omkring 310 kilometer väster om provinshuvudstaden Changsha. Antalet invånare är 19 115. Befolkningen består av 9 374 kvinnor och 9 741 män. Barn under 15 år utgör 23,0 %, vuxna 15-64 år 65 %, och äldre över 65 år 11,0 %.
Runt Shaba är det ganska tätbefolkat, med 144 invånare per kvadratkilometer. Närmaste större samhälle är Tawo, 9,8 km sydväst om Shaba. I omgivningarna runt Shaba växer huvudsakligen savannskog.
Genomsnittlig årsnederbörd är 1 738 millimeter. Den regnigaste månaden är september, med i genomsnitt 307 mm nederbörd, och den torraste är december, med 21 mm nederbörd.